# Pentheochaetes argentinus
Pentheochaetes argentinus är en skalbaggsart som beskrevs av Mendes 1937. Pentheochaetes argentinus ingår i släktet Pentheochaetes och familjen långhorningar. Inga underarter finns listade i Catalogue of Life.